# 馮堅成
馮堅成（英語：Calvin Fung Kin Shing，1970年7月27日—），香港新聞從業員，曾經任職無綫新聞部體育組及樂視體育香港。

## 背景
馮堅成小學畢業後升讀蘇浙公學，在1988年於珠海學院畢業後，先任職於《星島日報》。隨後1993年馬啟仁跳槽至有線電視工作，賴汝正聯絡馮堅成填補其《華僑日報》報社的職位空缺。馮後來以不用面試的方式加入報社，任職《華僑日報》的體育組記者。兩星期後得知亞視新聞有職位空缺而加入成為體育組擔任記者及主播。他入讀珠海學院時已在亞洲電視兼職播放片段人員。
在2000年悉尼奧運及尹錦輝離職後，適逢同年10月無綫電視體育組出現空缺，他獲新聞部伍晃榮（亞洲電視新聞部記者黃文傑介紹伍認識馮）的邀請加入其中。初時是體育組記者，後在2001年2月升為主播。期間曾採訪2002年日本／韓國世界盃及2003年皇馬訪港等大型體育活動。然而一直未有機會親身到場採訪奧林匹克運動會項目。2005年伍晃榮退休後，主要報道6點半新聞報道體育新聞部分，並於2008年1月2日在高清翡翠台啟播的《11點財經及新聞報道》中擔任體育新聞主播。
2016年4月10日，馮堅成於Facebook透露，會即將離開無綫新聞。5月1日，正式離開無綫新聞體育組。其後在2016年，樂視體育的香港執行官賴汝正邀請他加盟，為採訪不同的足球賽事。其時崗位是新聞高級經理。2018年，由於樂視體育停止服務，遂先去南美旅行，再轉投香港香港體育播放平台體通天下當廣東話足球及籃球運動評述員。

## 其他資料
馮堅成亦是知名曼聯球迷，但球隊於2013-14球季成績下滑，網民經常引用馮某次報導英超賽果的「英超曼聯又輸一場」對白作恥笑之用。。

## 外部連結
- 馮堅成的Facebook專頁
- 馮堅成的Instagram帳戶
- 馮堅成的新浪微博
- YouTube上的傳媒盃比賽